# Escandiobabingtonita
L'escandiobabingtonita és un mineral de la classe dels silicats. Rep el nom per la seva relació amb la babingtonita i pel seu contingut en escandi.

## Característiques
L'escandiobabingtonita és un silicat de fórmula química Ca₂(Fe2+,Mn)ScSi₅O14(OH). Va ser aprovada com a espècie vàlida per l'Associació Mineralògica Internacional l'any 1993, sent publicada per primera vegada el 1998. Cristal·litza en el sistema triclínic. La seva duresa a l'escala de Mohs és 6.
Segons la classificació de Nickel-Strunz, l'escandiobabingtonita pertany a «09.DK - Inosilicats amb 5 cadenes senzilles periòdiques» juntament amb els següents minerals: babingtonita, litiomarsturita, manganbabingtonita, marsturita, nambulita, natronambulita, rodonita, fowlerita, santaclaraïta, saneroïta, hellandita-(Y), tadzhikita-(Ce), mottanaita-(Ce), ciprianiïta i hellandita-(Ce).

## Formació i jaciments
Va ser descoberta a la mina Seula, a la localitat d'Oltrefiume, dins la província de Verbano-Cusio-Ossola (Piemont, Itàlia). També ha estat descrita a la pegmatita Heftetjern, situada a la localitat de Tørdal (Telemark, Noruega).